# Warragul
Warragul – miasto w Australii, w stanie Wiktoria.